# Johann Ratheyser
Johann Ratheyser (* um 1956) ist ein österreichischer Badmintonspieler. 

## Karriere
Johann Ratheyser gewann in seiner Heimat Österreich insgesamt 11 nationale Titel von 1975 bis 1984. International war er 1981 dreifach in Israel erfolgreich sowie 1983 bei den Hungarian International im Herreneinzel.

## Sportliche Erfolge
| Saison | Veranstaltung                                  | Disziplin    | Platz | Name                                  |
| ------ | ---------------------------------------------- | ------------ | ----- | ------------------------------------- |
| 1973   | Österreich: Einzelmeisterschaften der Junioren | Mixed        | 1     | Johann Ratheyser / Gertrude Gross     |
| 1973   | Österreich: Einzelmeisterschaften der Junioren | Herrendoppel | 1     | Johann Ratheyser / Weiss              |
| 1974   | Österreich: Einzelmeisterschaften der Junioren | Mixed        | 1     | Johann Ratheyser / Renate Wallner     |
| 1974   | Österreich: Einzelmeisterschaften der Junioren | Herreneinzel | 1     | Johann Ratheyser                      |
| 1974   | Österreich: Einzelmeisterschaften der Junioren | Herrendoppel | 1     | Johann Ratheyser / Weiss              |
| 1975   | Österreich: Einzelmeisterschaft                | Herrendoppel | 1     | Johann Ratheyser / Gerald Hofegger    |
| 1975   | Österreich: Einzelmeisterschaften der Junioren | Mixed        | 1     | Johann Ratheyser / Renate Wallner     |
| 1975   | Österreich: Einzelmeisterschaften der Junioren | Herreneinzel | 1     | Johann Ratheyser                      |
| 1975   | Österreich: Einzelmeisterschaften der Junioren | Herrendoppel | 1     | Johann Ratheyser / Gerald Hoffeger    |
| 1976   | Österreich: Einzelmeisterschaft                | Herrendoppel | 1     | Johann Ratheyser / Gerald Hofegger    |
| 1977   | Österreich: Einzelmeisterschaft                | Herrendoppel | 1     | Johann Ratheyser / Gerald Hofegger    |
| 1978   | Österreich: Einzelmeisterschaft                | Herrendoppel | 1     | Johann Ratheyser / Gerald Hofegger    |
| 1979   | Österreich: Einzelmeisterschaft                | Herrendoppel | 1     | Johann Ratheyser / Gerald Hofegger    |
| 1979   | Österreich: Einzelmeisterschaft                | Mixed        | 1     | Johann Ratheyser / Brigitte Reichmann |
| 1980   | Österreich: Einzelmeisterschaft                | Herrendoppel | 1     | Johann Ratheyser / Gerald Hofegger    |
| 1980   | Österreich: Einzelmeisterschaft                | Mixed        | 1     | Johann Ratheyser / Brigitte Reichmann |
| 1981   | Österreich: Einzelmeisterschaft                | Herrendoppel | 1     | Johann Ratheyser / Gerald Hofegger    |
| 1981   | Israel International                           | Herrendoppel | 1     | Johann Ratheyser / Gerard Hofegger    |
| 1981   | Israel International                           | Herreneinzel | 1     | Johann Ratheyser                      |
| 1981   | Israel International                           | Mixed        | 1     | Johann Ratheyser / Adelheid Losek     |
| 1983   | Hungarian International                        | Herreneinzel | 1     | Johan Ratheyser                       |
| 1983   | Österreich: Einzelmeisterschaft                | Herrendoppel | 1     | Johann Ratheyser / Gerald Hofegger    |
| 1984   | Österreich: Einzelmeisterschaft                | Herrendoppel | 1     | Johann Ratheyser / Gerald Hofegger    |